# Otodus obliquus
Otodus obliquus è una specie estinta di squalo  appartenente al genere Otodus. Visse tra il Paleocene e l'Eocene, tra 40 e 60 milioni di anni fa. Fu un grande squalo, molto diffuso in varie parti del mondo.

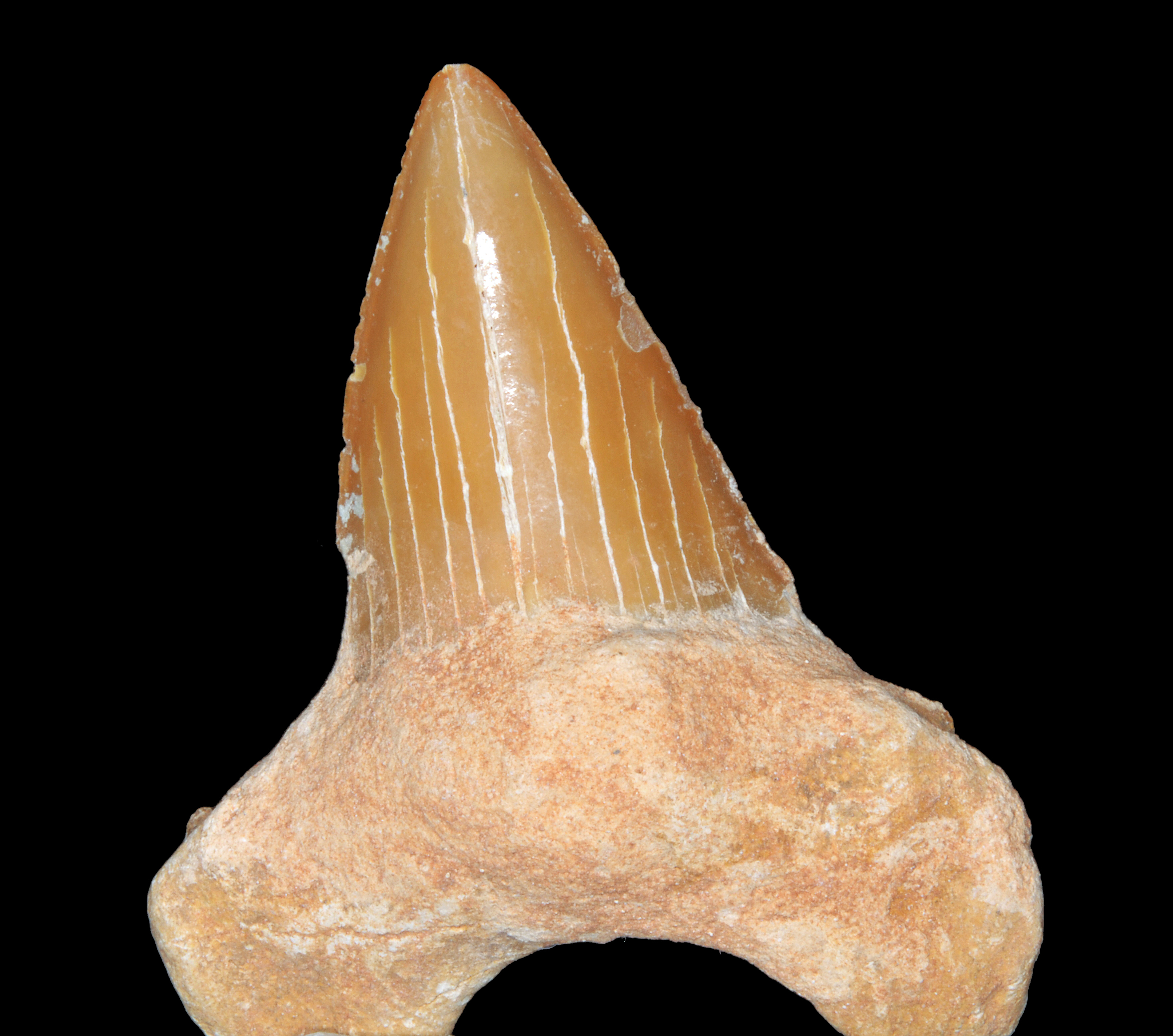
Dente di Otodus Obliquus

## Tassonomia
Otodus obliquus appartiene alla famiglia otodontidae, alla quale potrebbe essere appartenuto anche il megalodonte. Secondo alcuni studi, gli squali del genere Otodus potrebbero essere stati antenati del megalodonte. Questa teoria è stata formulata dopo il ritrovamento di fossili di "transizione" tra Otodus e megalodonte, che ne dimostrano  la possibile successione.

## Descrizione
Gli unici fossili di Otodus obliquus rinvenuti sono denti  e poche frammentarie vertebre. Ciò è dovuto al fatto che lo scheletro degli squali, interamente fatto di cartilagine, si decompone molto velocemente e perciò difficilmente si fossilizza. I denti dell'animale, lunghi fino ad un massimo di  nove-dieci centimetri e dotati di piccole cuspidi laterali, lasciano presupporre dimensioni di circa 10 metri di lunghezza e 15 tonnellate di peso, circa il doppio di un grande squalo bianco. Doveva essere un predatore dalle sembianze simili a quelle degli esemplari dell'ordine lamniformes odierni, perciò con una forma affusolata e atta per cacciare, non troppo diversa da quella di uno squalo bianco. Probabilmente questo squalo si nutriva di mammiferi marini e grandi pesci, che catturava nei pressi della superficie.

## Ritrovamenti
I fossili di Otodus obliquus sono stati trovati in America, Europa, Asia e Africa, lasciando presupporre che avesse una larga diffusione negli oceani. La maggior parte dei denti fossili viene ritrovata nelle miniere di fosfato del Marocco (spesso molti di essi vengono rotti  a causa delle tecniche di estrazione del fosfato).